# VI Liceum Ogólnokształcące im. Jana Kochanowskiego w Radomiu
VI Liceum Ogólnokształcące im. Jana Kochanowskiego w Radomiu – szkoła ponadpodstawowa założona w 1912, wchodząca w skład Zespołu Szkół Ogólnokształcących nr 6, nazywana „kuźnią olimpijczyków”. Dyrektorem szkoły jest mgr Anna Kołodziejska. Zastępcami dyrektora są: mgr Łucja Banaszkiewicz oraz mgr Agnieszka Król.

## Historia szkoły

### Dwudziestolecie międzywojenne
Korzenie Liceum sięgają 1912, kiedy Jan Wojciechowicz założył 4-letnie Męskie Progimnazjum Filologiczne. Radom znajdował się wówczas pod zaborem rosyjskim, stąd wykładowcami byli na ogół Rosjanie, a z Polaków: Stanisław Egiejman, Leokadia Sluchanska-Krzymowska, ks. Bronisław Ekiert. Poza językiem polskim, geografią i historią językiem wykładowym był język rosyjski. W 1913 szkoła otrzymała prawa rządowe. W 1914 życie szkoły skomplikowało się z powodu absencji nauczycieli rosyjskich związanej z wybuchem I wojny światowej; w ich miejsce zatrudniono miejscowych nauczycieli.
W 1916 kierownikiem 6-klasowego wówczas progimnazjum został Stanisław Egiejman (uważany za właściwego twórcę i organizatora szkoły). W latach 1918/1919 liczbę klas zwiększono do 8. Po wojnie polsko-bolszewickiej działalność rozpoczęły pierwsze koła naukowe: literackie, klasyczne, miłośników filologii klasycznej, fizyczne, krajoznawcze i sportowe. Zaczęły działać organizacje uczniowskie. Istniejąca od 1920 „Filarecja” w 1935 została przekształcona w Samorząd Uczniowski. Zorganizowano również „Czerwony Krzyż” oraz „Ligę Morską”. Ważnym wydarzeniem były uroczystości 400-lecia urodzin Jana Kochanowskiego, zorganizowane dla miasta. Wygłoszono referat o twórczości patrona, deklamowano jego wiersze, wystawiono sztukę teatralną „Odprawa posłów greckich”.
Sposób życia uczniów kształtował „Regulamin szkolny”. Zobowiązywał do dyscypliny w szkole i w domu, godnego zachowania się, kultury osobistej i rzetelnej pracy. Pod kierunkiem dyrektorów Józefa Dąbrowskiego (1932–1936), a później Mieczysława Chojny (1936–1939) dokonano zmian, wprowadzonych przez reformę jędrzejewiczowską. W roku szkolnym 1937/38 przekształcono ośmioklasowe gimnazjum w czteroletnie gimnazjum (na koniec mała matura) i dwuletnie liceum (zakończone dużą maturą). Szkole nadano nazwę Gimnazjum i Liceum im. Jana Kochanowskiego w Radomiu.
Zarządzeniem Ministra Wyznań Religijnych i Oświecenia Publicznego z 1937 zostało utworzone „II Państwowe Liceum i Gimnazjum im. Jana Kochanowskiego w Radomiu” (państwowa szkoła średnia ogólnokształcąca, złożona z czteroletniego gimnazjum i dwuletniego liceum). Po wejściu w życie reformy szkoła miała charakter męski, wydział liceum ogólnokształcącego był prowadzony w typie humanistycznym. Pod koniec lat 30. XX wieku szkoła funkcjonowała pod adresem ulicy 1 Maja 60.

### II wojna światowa
We wrześniu 1939 nie rozpoczęto lekcji – wojna przerwała naukę. Po początkowym okupacyjnym szoku zaczęto w październiku organizować tajne nauczanie. Pierwszym organizatorem i dyrektorem był Michał Małuja – nauczyciel historii. Po jego aresztowaniu i wywiezieniu do Oświęcimia, gdzie zginął – kierowanie tajnymi kompletami powierzono prof. Elżbiecie Galeckiej – polonistce. Stało się to w styczniu 1941 roku.

### Lata powojenne

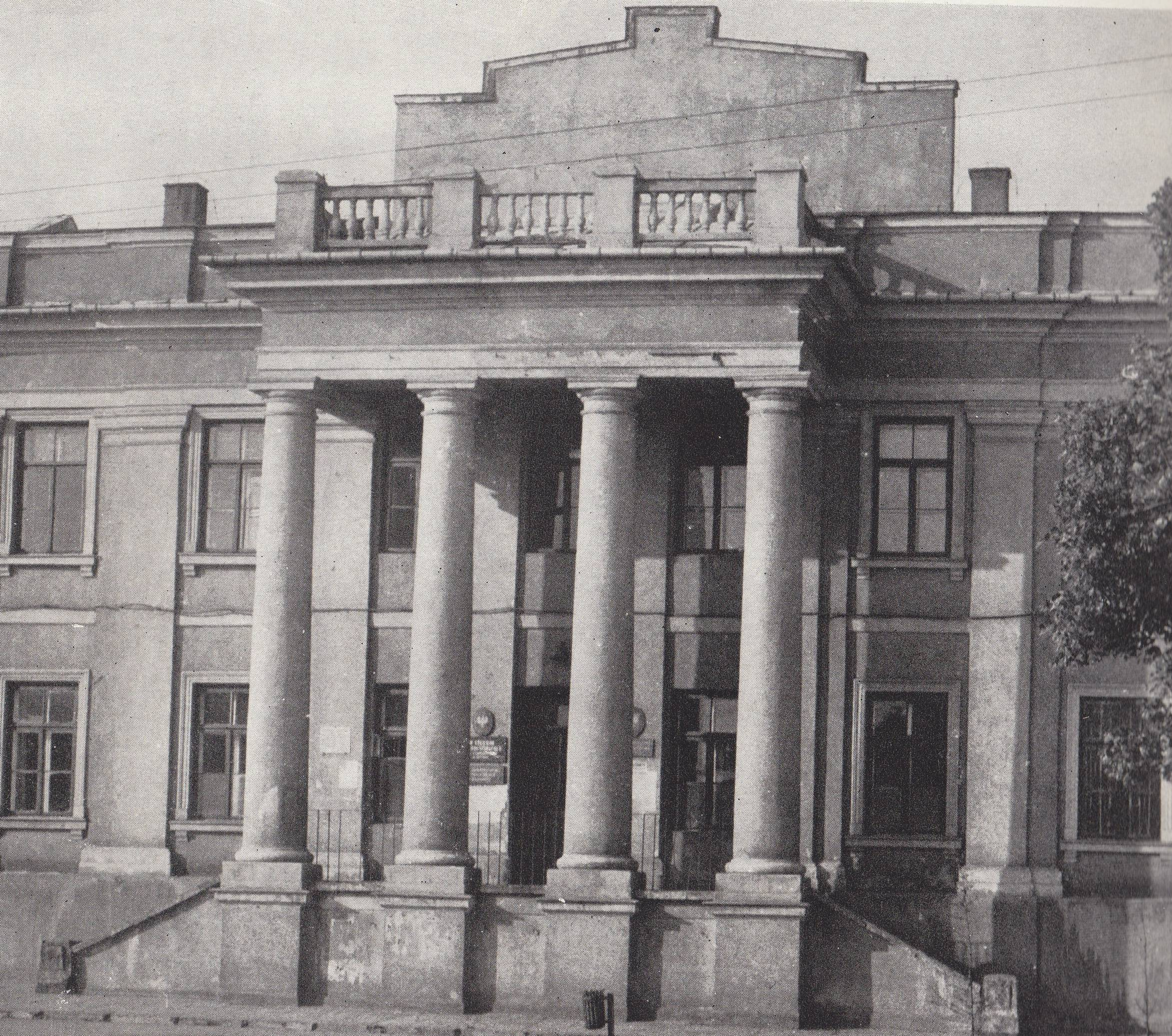
Budynek popijarski w Rynku 11,
dawna siedziba szkoły

Po opuszczeniu Radomia przez wojska niemieckie szkoła rozpoczęła działalność. Dyrektorem został Jan Ciach. Nauczyciele i uczniowie urządzili przydzielony lokal – parter budynku popijarskiego w Rynku 11.
W 1952 szkoła rozpoczęła swą olimpijską historię. Uczeń dyrektora Wawrzyńca Słomskiego – Antoni Tomaszewski zdobył I miejsce w Ogólnopolskiej Olimpiadzie Matematycznej. Dwa lata później sukces odnieśli dwaj uczniowie prof. Z. Jaworskiego – Peryt i Rogóż, którzy zostali nagrodzeni w Ogólnopolskiej Olimpiadzie Chemicznej. Od tej pory corocznie powiększano konto olimpijskie. Jest to ogromna zasługa dyrektora Stanisława Zapały (był dyrektorem w latach 1956–1972), który ściągnął do Kochanowskiego wybitnych pedagogów: Stanisława Banaszkiewicza, Zbigniewa Wronkę, Hannę Juszczak. Po 48 latach szkoła ma 843 finalistów, w tym 232 laureatów i 20 uczestników olimpiad międzynarodowych. We wrześniu 1956 Liceum Jana Kochanowskiego przeniosło się do budynku przy ul. Kilińskiego 25/27, gdzie mieści się do dzisiaj. Zaszczytem było przyjęcie Liceum do Szkół Stowarzyszonych UNESCO. Nastąpiło to 6 marca 1965 roku. Przynależność do tej organizacji zaowocowała szerokim wprowadzeniem do procesu wychowawczego problematyki międzynarodowej i wzmożenia nauki języków obcych.
Pierwszy sukces w olimpiadzie dał początek nurtowi, który istnieje do dziś i kształtował współczesne oblicze szkoły – „Kuźni Olimpijczyków”. Koronnymi dyscyplinami są od lat: chemia i fizyka. Doszły też osiągnięcia w innych olimpiadach, szczególnie w matematyce. W sumie uczniowie startowali w 20 rodzajach różnych olimpiadach przedmiotowych. W 1987 VI Liceum Ogólnokształcące znalazło się wśród członków założycieli Klubu Szkół Przodujących, a potem dołączyło do Towarzystwa Szkół Twórczych. Liceum jest zorganizowane zgodnie z obowiązującymi przepisami i możliwościami: 27 oddziały liczą 902 uczniów i 54 nauczycieli mających wyższe wykształcenie. W 1994 utworzono Liceum Bilingwalne z klasą wstępną „zerówka” i językiem wykładowym niemieckim. Zajęcia prowadzone są przez znakomitych profesorów z Polski oraz z Niemiec. Na zakończenie nauki oprócz matury uczniowie zdają również egzamin DSD II będący odpowiednikiem angielskiego Certificate in Advanced English (CAE). Certyfikat DSD II uprawnia do podjęcia studiów w Republice Federalnej Niemiec.
Przy szkole znajdowało się Publiczne Gimnazjum nr 23 im. Jana Kochanowskiego, w którym prowadzonych było 9 klas (po 3 na każdym poziomie nauczania) o profilu matematyczno-przyrodniczym oraz dwujęzyczna z rozszerzonym programem nauczania języka niemieckiego. Uczniowie klasy dwujęzycznej mają możliwość przystąpienia do egzaminu DSD I w ostatnim roku nauki w gimnazjum (poziom A2– B1).
Szkoła ma 843 finalistów, w tym 232 laureatów i 20 uczestników olimpiad międzynarodowych.
Uroczyste jubileusze istnienia szkoły zorganizowano m.in. w 1992, 2012 i 2022 r.

### Rankingi
W ogólnopolskim rankingu szkół ponadgimnazjalnych przygotowywanym przez miesięcznik Perspektywy i Rzeczpospolitą VI Liceum zajmuje wysokie miejsce wśród liceów w Polsce (zajmowało w latach 2012–2023 kolejno miejsca: 19, 18, 19, 28, 15, 20, 14, 16, 15, 31, 38 oraz 55).

## Dyrektorzy
- 1912–1916: Jan Wojciechowicz

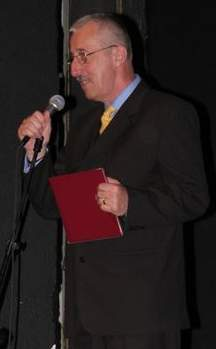
Mgr inż. Karol Semik, najdłużej urzędujący dyrektor w historii szkoły (1991–2007). W latach 2014–2020 wiceprezydent Radomia ds. edukacji i kultury.

- 1916–1932: Stanisław Egiejman (1881–1947)[18]
- 1939–1941: prof. Michał Małuja
- 1941–?: Elżbieta Gałecka (1902–1976)[19]
- 1945–?: Jan Ciach (1899–1987)
- ok. 1952–1956: Wawrzyniec Słomski (1904–1985)
- 1956–1972: Stanisław Zapała (1902–1982)
- 1972– ?: Stanisław Cieśliński
- ? – ?: Zdzisław Gawroński
- ? – ?: Alicja Dudkiewicz–Grzechnik
- ? – 1991: Andrzej Pierzchała
- 1991–2007: Karol Semik
- 2007–2023: Romuald Lis
- 2023–: Anna Kołodziejska[20]

## Nauczyciele
- dr Stanisław Banaszkiewicz – nauczyciel chemii
- dr Adam Duszyk – nauczyciel historii
- Marek Golka – nauczyciel fizyki, profesor oświaty, Nauczyciel Roku 2010
- bł. Kazimierz Grelewski – prefekt
- bł. Stefan Grelewski – prefekt
- Karol Semik – nauczyciel fizyki
- dr Adrian Szary – nauczyciel j. polskiego

## Absolwenci
- Dorota Chotecka – aktorka, żona aktora Radosława Pazury
- Anna Czarnecka – modelka, dziennikarka, prezenterka telewizyjna
- Paweł Domagała – polski aktor teatralny, filmowy i telewizyjny
- Janusz Ekiert – krytyk muzyczny
- Łukasz Foltyn – twórca Foltyn Commandera i komunikatora Gadu–Gadu
- Małgorzata Foremniak – aktorka teatralna i telewizyjna
- Piotr Gołębiowski – biskup sandomierski
- Jerzy Grabarczyk – profesor Wydziału Fizyki Politechniki Warszawskiej
- Ksawery Jasieński – spiker
- Stanisław Zbigniew Kamieński – artysta plastyk, wykładowca akademicki, prof. Wydziału Sztuki Uniwersytetu Technologiczno-Humanistycznego im. Kazimierza Pułaskiego w Radomiu
- Andrzej Kidyba – profesor Wydziału Prawa i Administracji UMCS w Lublinie
- Dariusz Kozłowski – architekt i pracownik naukowy
- Roman Lewicki – profesor Instytutu Filologii Rosyjskiej UMCS
- Roman Loth – polonista, profesor nauk humanistycznych[21]
- Elżbieta Malinowska – profesor Wydziału Chemicznego Politechniki Warszawskiej, dyrektor Instytutu Biotechnologii
- Marian Mazur – twórca polskiej cybernetyki
- Marek Modzelewski – lekarz, scenarzysta i dramaturg.
- Zbigniew Orzeł – adwokat[22]
- Antoni Pietrzykowski – profesor Wydziału Chemicznego Politechniki Warszawskiej
- Maciej Pisarski – ambasador Rzeczypospolitej Polskiej w Islamskiej Republice Pakistanu
- Nikodem Popławski – fizyk teoretyczny, wykładowca Indiana University w Bloomington (USA)
- Maciej Skorża – trener piłkarski, wielokrotny mistrz Polski w piłce nożnej
- Stanisław Sołtys – cichociemny (przed zdaniem matury przeniósł się do Katowic)
- Dariusz Sońta – poseł na Sejm RP
- Elżbieta Szychta – dziekan Wydziału Transportu i Elektrotechniki Uniwersytetu Technologiczno-Humanistycznego im. Kazimierza Pułaskiego w Radomiu
- Leszek Wajda – rektor ASP w Krakowie, brat Andrzeja
- Maria Wasiak – były wicewojewoda radomski, p.o. prezesa PKP S.A.
- Sławomir T. Wierzchoń – profesor zwyczajny, Instytut Podstaw Informatyki PAN
- Radosław Witkowski – poseł na Sejm RP
- Hanna Wojdała-Markowska – profesor Wydziału Sztuki Uniwersytetu Technologiczno-Humanistycznego im. Kazimierza Pułaskiego w Radomiu
- Grzegorz Wrochna – fizyk, dyrektor Instytutu Problemów Jądrowych im. Andrzeja Sołtana
- Krzysztof Zaremba – profesor Wydziału Elektroniki i Technik Informacyjnych Politechniki Warszawskiej
- Marian Zimałek – biskup pomocniczy sandomierski
- Renata (Jarosz) Piwowarska - Rzecznik Praw Pasażerów lotniczych powołana na I i II kadencje (2019–2024 i 2024–...) pasazerlotniczy.ulc.gov pl
- Piotr Krajewski – profesor Wydziału Gospodarki Przestrzennej i Architektury Krajobrazu Uniwersytetu Przyrodniczego we Wrocławiu